# 樂視體育香港
樂視體育香港（英語：LeSports HK）屬樂視體育旗下子公司，於2015年9月正式成立，2016年8月1日正式啟播，是香港的OTT平台（Over-the-top）之一，即透過互聯網播放內容，觀眾可透過樂視超級電視、樂視盒子、官方網站及手機App不同平台收看體育內容。
平台受制於財政困難，於2018年3月15日停播，並遣散全部員工。部分員工其後加入新成立的網上體育OTT平台「體通天下」。

## 歷史
2015年9月，樂視體育香港於香港正式成立，並宣佈投得2016年至2019年英格蘭超級足球聯賽香港地區獨家播映權。
2016年5月18日，樂視體育香港宣佈投得2016年歐洲足球錦標賽（歐洲國家盃）香港地區播映權。
2016年6月8日，樂視體育香港推出各類收看平台，包括官方網站 (LeSports.com)、手機應用程式以及為樂視超級電視及樂視盒子而設的電視應用程式。
2016年4月24日凌晨，樂視體育香港首度於香港直播平台配以廣東話旁述之賽事，節目於樂視香港的超級電視及盒子的輪播桌面播出。首場賽事為《英格蘭足總盃四強 曼聯對愛華頓》，而該次直播節目製作由中國地區之樂視體育負責，節目右上方配以樂視體育的簡體字台徽。該次直播後，不少用戶反映對其直播質素感不滿，當中原因包括直播延時、畫質差以及畫面不流暢，收看直播後在其平台的Facebook專頁留言投訴。

2016年6月11日凌晨，樂視體育香港於凌晨歐洲足球錦標賽揭幕戰播出期間，大批網民在樂視及樂視體育香港Facebook留言，指購買了樂視體育香港服務，但於手機無法觀看賽事直播。樂視體育香港於當日下午3時在其Facebook專頁發聲明向用戶致歉：
「很抱歉各位用戶及球迷，很遺憾，由於歐洲國家盃官方OTT技術供應商的技術故障，導致我們的手機app未能正常播出昨晚的揭幕戰賽事。樂視體育正與對方配合全力搶修，爭取讓用戶順利享受到所有餘下的精彩賽事。
為彌補用戶損失，樂視體育決定向所有享有歐國盃權益的用戶贈送一個月超級體育組合，以表歉意。贈送方式將於稍後公佈，抱歉為各位帶來不便。」
2016年6月12日，樂視體育香港恢復旗下手機應用程式收看基本直播之功能，唯直播只有現場收音，沒有配以廣東話旁述，亦缺少賽事比數及比賽時間顯示於直播畫面上。如需正常收看直播，必須透過樂視體育香港官方網頁、樂視超級電視或樂視盒子繼續觀看。樂視在當日深宵再次就技術問題致歉，並指已購買歐國盃組合用戶如有不滿，願意全額退款，而未有樂視盒子的用戶，會第一時間將盒子送到用戶手上。
2016年7月26日，樂視體育香港宣佈將於8月1日起推出一條24小時的體育新聞頻道，並與港協暨奧委會合作，推廣香港體育活動。
2016年8月1日，樂視體育香港旗下頻道包括24小時體育新聞頻道、體育綜合頻道正式啟播。而樂視體育香港英超頻道亦開始試播，並於8月8日正式啟播。
2016年8月8日，樂視體育香港旗下的英超頻道正式啟播，並命名為「樂視體育 Now 英超頻道」，頻道分為1至10，同時專門提供英語英超節目及直播的Premier League TV亦同時啟播。頻道除於樂視體育香港網站、樂視超級電視及樂視盒子播放外，同時亦於Now TV同步播放。
2016年8月24日，樂視體育香港宣佈投得美國網球公開賽2016香港地區獨家播放權，並於8月29日至9月12日期間，直播所有賽事。
2016年8月9日晚上，樂視體育香港在直播《英格蘭超級聯賽 般尼茅夫 對 曼聯》時，因信號出現問題出現短時間停頓，畫面全黑並只剩下該台台徽，數秒後全屏幕播放其頻道彩色台徽，及後使用球場另一角度鏡頭作後備信號繼續以暫時性播出，經過數十分鐘信號正常後再替換回正常畫面。樂視體育香港及後於其官方Facebook專頁上解釋，由於英超官方訊號發送到亞洲地區出現問題，故導致直播出現中斷及需以另一角度鏡頭作後備信號繼續播放。
2016年8月12日，樂視體育香港邀請曾效力利物浦的名宿科拿（Robbie Fowler）親臨樂視體育香港英超直播室參觀，接受專訪。
2016年9月14日，樂視體育香港宣佈投得2016-2020年NBA香港地區獨家播映權，全年將播放超過500場比賽，包括由星期一至日每天直播至少2場常規賽，以及播放季後賽、分岸決賽及總決賽的全部賽事，成為香港全年播放NBA賽事數量之冠的平台。
2016年10月14日，樂視體育香港宣佈將與香港業餘游泳總會合作，以錄播或直播形式播放多項本地游泳賽事，包括FINA/Hosa十公里世界盃馬拉松游泳賽2016香港、新世界維港泳2016、短池游泳世界盃2016 ─ 香港及2016-2017香港長池分齡游泳錦標賽等。

2016年12月26日，網傳中國樂視體育拖欠向其提供英超直播信號的新英體育3000萬美元版權費用，更有指新英體育將於12月26日截斷向中國樂視體育提供的英超信號，而新英體育亦引述中國樂視體育的確欠款。此消息傳出後不少使用樂視體育香港服務的用戶擔心香港的服務也會同時受影響，同日樂視體育香港向傳媒發出聲明：
「樂視體育之英超賽事播放權及會員服務，一切維持不變，敬請留意更多精彩賽事。」
同日，香港時間晚上 11 時上映的多場英超賽事，在賽事直播期間畫面訊號突然中斷，出現「訊號暫時中斷，請稍後片刻」的畫面。網民鼓譟並紛紛在樂視 Facebook 專頁留言表達不滿，又上載畫面中斷訊號截圖。是次的信號中斷受影響的用戶只局限於使用樂視體育香港OTT服務的用戶，包括通過樂視超級電視、樂視盒子，以及使用樂視體育香港手機應用程式收看直播的用戶，於Now寬頻電視同步播放的樂視體育 Now 英超頻道則不受影響。是次意外令大量網民直接將當日傳出的中國樂視體育拖欠版權費事件聯繫起來，認為是因為該事件而當日服務受阻。故障在當晚播放的六場英超同步直播賽事下半場較後時段修復。

2016年12月27日，樂視體育香港在其Facebook專頁發表聲明，就12月26日服務故障作出解釋：
「就12月26日晚上LeSports HK播放英超六場賽事時出現故障一事，經過調查，此事故是由於調度播放系統故障引起，事故出現後技術人員已於30分鐘內進行修復，恢復播出。作爲英超在香港的獨家版權持有方，由LeSports HK接收信號及製作後交予now TV播放的英超賽事，則運作正常，未受影響。
LeSports HK對受影響用戶深表歉意，此次事件屬偶發性技術性事故，作爲香港地區英超的播出平台，LeSports HK將繼續爲香港觀衆呈現直至2019賽季之英超賽事。
用戶如有疑問可致電我們的客戶服務熱綫3956-6666查詢。」
2017年1月份開始，樂視體育香港的直播賽事信號，由25FPS提升至50FPS，為用戶提供更佳體驗。
2017年4月30日，樂視體育香港在直播2016-2017賽季《英格蘭超級聯賽 熱刺 對 阿仙奴》，在樂視體育香港各個平台均出現無法收看直播的情況，及後在比賽開始後十五分鐘後才恢復正常。是次服務受阻只影響通過樂視體育香港平台收看賽事的觀眾，樂視體育香港傳送予nowTV作同步轉播的信號則不受影響。
2017年5月5日，由當日午夜十二時起，使用3香港流動通訊服務或3家居寬頻的用戶，未能觀看樂視體育香港的節目，以及一度未能登入樂視體育香港的網站。3香港隨即透過不同渠道與樂視體育香港跟進有關情況。有關服務於上午9時30分陸續回復正常。3香港強調，公司的流動網絡及固網服務一直運作正常，在該時段並無任何故障， 所以服務受影響與公司的網絡絕對無關。就是次內容供應商樂視體育香港未能提供有關內容服務，3香港要求樂視體育香港解釋是否與該公司的網絡服務供應商樂視雲計算(LeCloud)的網絡傳輸出現問題所致。

及後，樂視體育香港在其Facebook專頁就是次故障作解釋：
「由於機房合作夥伴出現突發性故障，導致部分用户喺節目播放期間有機會出現不流暢嘅情況。我哋已第一時間同夥伴協調，並立即搶修，服務務求喺最短時間內復原。」
2017年5月24日，樂視體育香港宣佈，原訂在5月28日凌晨12時30分直播阿仙奴對車路士的英格蘭足總盃決賽，因「節目調整」而取消直播。市場傳出是次樂視體育香港取消有關直播並非因未能繳付節目版權費用，真正原因乃因無法繳付接收直播之衛星訊號費用。樂視體育香港及後向受影響的用戶提供三個月超級體育組合作補償。
2017年7月26日，樂視體育香港執行官賴汝正宣佈辭任。
2017年8月16日，市場傳出樂視體育香港遭舉辦「溫布頓網球錦標賽」的The All English Lawn Tennis Club (Championships) Ltd，越洋入稟香港法院申請清盤。據資料顯示，樂視體育香港與 The All English Lawn Tennis Club (Championships) Ltd 於 2015 年與達成協議，獲得 2016 年至 18 年溫布頓網球錦標賽的獨家轉播權。
2017年12月21日，樂視體育文化產業發展(香港)有限公司發表聲明，指公司與申請清盤的樂視有限公司是兩間完全不同的公司主體，各自完全獨立，強調清盤申請不會影響樂視體育業務。樂視體育又說，對個別媒體混淆兩間公司甚至借題發揮，造成對樂視體育的負面影響，樂視體育會保留依法追究的權利。
2018年3月13日，樂視體育向員工發出電郵，指公司在周四（15日）晚將會正式結業，要求員工在周四返回公司收拾個人物品，並同時發放員工2月份薪金。至於3月份薪金，則要看北京總部的安排。
2018年3月15日，在晚上7時08分，樂視體育正式將辦公室關閉，代表這個開台不夠兩年的媒體在香港劃上句號。

## 頻道
| 頻道                     | 語言   | 啟播日期      | 停播日期                 | 節目內容                                                |
| News 體育新聞            | 廣東話 | 2016年8月1日  | 2018年3月15日晚上7時08分 | 提供本地及世界各地體育資訊，包括自家製節目Sports Café等 |
| 英超頻道01-10            | 廣東話 | 2016年8月8日  | 2018年3月15日晚上7時08分 | 直播、重播英超賽事及播放英超專題節目                    |
| Premier League Ch. 01-10 | 英語   | 2016年8月8日  | 2018年3月15日晚上7時08分 | 直播、重播英超賽事及播放英超專題節目                    |
| Premier League TV        | 英語   | 2016年8月8日  | 2018年3月15日晚上7時08分 | 英超官方頻道                                            |
| NBA專區                  | 廣東話 | 2016年10月9日 | 2018年3月15日晚上7時08分 | 直播及重播NBA賽事                                       |
| NBA Zone                 | 英語   | 2016年10月9日 | 2018年3月15日晚上7時08分 | 直播及重播NBA賽事                                       |
| NBA TV                   | 英語   | 2016年10月1日 | 2018年3月15日晚上7時08分 | NBA官方頻道                                             |

## 節目版權及會員套餐

### 過往體育賽事節目版權及收看賽事所需會籍
| 賽事                                        | 超級體育組合加強版 | 英超狂睇組合 | NBA組合 | 歐國盃組合 | 樂視超級影視會員 | 免費 |
| ------------------------------------------- | ------------------ | ------------ | ------- | ---------- | ---------------- | ---- |
| 英格蘭超級足球聯賽 （2016/2017至2018/2019） | ✓                  | ✓            |         |            |                  |      |
| 英格蘭足總盃 （2016/2017至2018/2019）       | ✓                  |              | ✓       |            |                  |      |
| NBA （2016/2017至2020/2021）                | ✓                  |              | ✓       |            |                  |      |
| 歐洲國家杯 2016                             | ✓                  | ✓            | ✓       |            |                  |      |
| 中國足球協會超級聯賽 （2016及2017）         | ✓                  | ✓            | ✓       |            | ✓                |      |
| 巴西盃 （2016-2018年度）                    | ✓                  |              | ✓       |            |                  |      |
| 南美自由盃 （2016-2018年度）                | ✓                  |              | ✓       |            |                  |      |
| 南美球會盃                                  | ✓                  |              | ✓       |            |                  |      |
| 美國職業棒球大聯盟 （2016-2018年度）        | ✓                  |              | ✓       |            |                  |      |
| FEI 國際馬聯 （2016-2019年度）              | ✓                  |              | ✓       |            |                  |      |
| FIFA U-20 女子世青盃 2016                   | ✓                  |              | ✓       |            |                  |      |
| FIFA U-17 女子世少盃 2016                   | ✓                  |              | ✓       |            |                  |      |
| FIFA 洲際國家盃 2017                        | ✓                  | ✓            | ✓       | ✓          |                  |      |
| FIFA U-20 世青盃 2017                       | ✓                  |              | ✓       |            | ✓                |      |
| FIFA U-17 世少盃 2017                       | ✓                  |              | ✓       |            | ✓                |      |
| FIFA 沙灘足球世界盃 2017                    | ✓                  |              | ✓       |            | ✓                |      |
| FIFA 室內五人足球世界盃 2016                | ✓                  |              | ✓       |            | ✓                |      |
| 澳門格蘭披治大賽車                          | ✓                  |              | ✓       |            | ✓                |      |
| 香港網球冠軍盃 2016                         | ✓                  |              | ✓       |            | ✓                |      |
| 香港學界體育聯會 游泳比賽                   | ✓                  |              | ✓       |            | ✓                |      |
| FINA/Hosa十公里世界盃馬拉松游泳賽2016香港   | ✓                  |              | ✓       |            | ✓                |      |
| 新世界維港泳2016                            | ✓                  |              | ✓       |            | ✓                |      |
| 短池游泳世界盃2016 ─ 香港                   | ✓                  |              | ✓       |            | ✓                |      |
| 2016-2017香港長池分齡游泳錦標賽             | ✓                  |              | ✓       |            | ✓                |      |

### 未完整播放之已承諾播放的賽事版權
| 賽事                                        |
| ------------------------------------------- |
| 英格蘭超級足球聯賽 （2016/2017至2018/2019） |
| 英格蘭足總盃 （2016/2017至2018/2019）       |
| NBA （2016/2017至2020/2021）                |
| 中國足球協會超級聯賽 （2016及2017）         |
| 巴西盃 （2016-2018年度）                    |
| 南美自由盃 （2016-2018年度）                |
| 南美球會盃                                  |
| 美國職業棒球大聯盟 （2016-2018年度）        |
| FEI 國際馬聯 （2016-2019年度）              |
| FIFA 世界盃 2018                            |

## 服務
樂視體育香港利用OTT技術，用戶可配合手機、平板電腦、電腦、電視等多個平台收看節目。
樂視體育香港設有多個自家製作節目包括《Sports Café》、《樂場教波》、《明辯擂台》等，分別邀請不同本地運動員分享個人經歷，著名教練及球員為賽事作出分析，亦就網上不同英超熱話，邀請球証、球迷、評述員作互動式辯論。

## 主播及主持陣容
樂視體育香港囊括本地體育專業人員及著名評述員。

### 記者及主持
因樂視體育香港結束服務，已全部離職。
| 樂視體育 24小時體育新聞頻道記者 | 樂視體育 24小時體育新聞頻道記者 | 樂視體育 24小時體育新聞頻道記者 |
| ------------------------------- | ------------------------------- | ------------------------------- |
| 馮堅成                          | 姚雋彥                          | 關中平                          |

| 樂視體育 足球節目評述員 | 樂視體育 足球節目評述員 | 樂視體育 足球節目評述員 | 樂視體育 足球節目評述員 | 樂視體育 足球節目評述員 |
| ----------------------- | ----------------------- | ----------------------- | ----------------------- | ----------------------- |
| 蔡育瑜                  | 李榮基                  | 余溢明                  | 鄭兆聰                  | 陳祉俊                  |
| 貝可泓                  | 高志超                  | 冼家裕                  | 丘建威                  | 陳婉婷                  |
| 陳偉豪                  | 趙覺超                  |                         |                         |                         |

| 樂視體育 籃球節目評述員 | 樂視體育 籃球節目評述員 | 樂視體育 籃球節目評述員 | 樂視體育 籃球節目評述員 | 樂視體育 籃球節目評述員 |
| ----------------------- | ----------------------- | ----------------------- | ----------------------- | ----------------------- |
| 張丕德                  | 翁金驊                  | 徐嘉樂                  | 丘雨勤                  | 張存華                  |
| 貝可泓                  | 梅志輝                  |                         |                         |                         |

### 樂視體育結束業務前已離職之記者及主持
| 樂視體育 24小時體育新聞頻道記者 | 樂視體育 24小時體育新聞頻道記者 | 樂視體育 24小時體育新聞頻道記者 |
| ------------------------------- | ------------------------------- | ------------------------------- |
| 胡恩晴                          | 溫嘉雯                          | 余莉筠                          |

### 引用
1. ↑  .   [2016-07-24]. （原始内容存档于2017-01-14）.
2. ↑  . ezone.hk 一站式即時科技新聞.   [2016-12-27]. （原始内容存档于2017-12-22） （中文（香港））.
3. ↑  . on.cc東網.   [2017-05-06]. （原始内容存档于2019-06-16） （中文（香港））.
4. ↑  . Apple Daily 蘋果日報.   [2017-12-11]. （原始内容存档于2019-06-30）.
5. ↑  . Apple Daily 蘋果日報.   [2017-12-11]. （原始内容存档于2019-10-09）.
6. ↑  . Apple Daily 蘋果日報.   [2017-05-24].
7. ↑  . www.facebook.com.   [2017-08-16] （中文（简体））.
8. ↑  .   [2017-12-27]. （原始内容存档于2017-12-27） （中文（臺灣））.
9. ↑  .   [2018-03-13]. （原始内容存档于2021-01-20） （中文（臺灣））.
10. ↑  .   [2018-03-15]. （原始内容存档于2019-10-09） （中文（臺灣））.
11. 1 2  . www.facebook.com.   [2016-12-27].

## 外部連結
- 樂視體育香港官方網站
- 樂視體育香港的Facebook專頁
- 樂視體育香港的Instagram帳戶

## 另見
- 體通天下